# Logisk konnektiv
|  | Sammenskrivningsforslag Artiklerne logisk operator, Logisk konnektiv er foreslået sammenskrevet. (Siden 2012) Diskutér forslaget |

Et logisk konnektiv er en afbildning, som kombinerer nogle (ofte to) udsagn til ét, således at sandhedsværdien for det samlede udsagn udelukkende afhænger af sandhedsværdierne for de indgående udsagn. På dansk udtrykkes logiske konnektiver ofte med bindeord, men bindeord kan også have bibetydninger, som ikke er indeholdt i de logiske konnektiver, ligesom mange logiske konnektiver udtrykkes ved ord fra andre ordklasser eller ved forskellige former for omskrivninger.
Sandhedsværdien af sætningen Manden er høj og konen er lav afhænger udelukkende af sandhedsværdierne af sætningen Manden er høj og sætningen konen er lav, som begge skal være sande for at den samlede sætning skal være sand. Ordet og fungerer herved som logisk konnektiv.
Sætningen Peter spiste morgenmad og tog på arbejde angiver, at Peter først spiste og så tog på arbejde i modsætning til sætningen Peter tog på arbejde og spiste morgenmad, hvor morgenmaden indtages på arbejde. Her fungerer og ikke udelukkende som et logisk konnektiv, idet sandhedsværdien både afhænger af sandhedsværdierne af de enkelte udsagn og af deres tidslige rækkefølge.
Man vil typisk beskrive logiske konnektiver ved hjælp af sandhedstabeller. Et udtryk indenfor matematisk logik, kan være enten sandt eller falsk. I og med der kun findes disse to "tilstande" skelner man mellem sandt og falsk ved hhv. et ettal og et nul. 
De mest brugte logiske konnektiver og deres sandhedstabeller er angivet nedenfor.
I computere svarer logiske konnektiver til såkaldte logiske porte. I programmering vil man ofte tale om logiske funktioner i stedet for logiske konnektiver.

## Negation¬{\displaystyle \neg }
Negation er et logisk konnektiv, som negerer et udsagn. Negation har værdien sandt, når og kun når inputtet er falsk. På dansk bruger vi ordet ikke i en sætning til at angive negation.
| Sandhedstabel for Negation |                        |
| {\displaystyle X}          | {\displaystyle \neg X} |
| 1                          | 0                      |
| 0                          | 1                      |

## Konjunktion ٨
Konjunktion er et logisk konnektiv, som knytter 2 udsagn sammen. Konjunktion har værdien sand, når og kun når begge udsagn er sande. I alle andre tilfælde har konjunktion værdien falsk. På dansk bruges normalt og mellem to sætninger til at udtrykke konjunktion, men man bruger både ... og ..., hvis man vil præcisere, at man mener konjunktion mellem sætningerne og ikke er interesseret i den tidslige rækkefølge, som ofte er implicit, når man blot siger og. Ordet men bruges i stedet for og, når man vil angive en konkunktion af to udsagn, der har et vist modsætningsforhold.
| Sandhedstabel for konjunktion |   |       |
| X                             | Y | X ٨ Y |
| 1                             | 1 | 1     |
| 1                             | 0 | 0     |
| 0                             | 1 | 0     |
| 0                             | 0 | 0     |

## Disjunktion ٧
Disjunktion, er et logisk konnektiv, som knytter 2 udsagn sammen. Disjunktion har værdien falsk, når og kun når begge udsagn er falske. I alle andre tilfælde har disjunktion værdien sand. På dansk bruger ofte ordet eller til at udtrykke disjunktion, men eller på dansk er noget tvetydigt, idet det ofte vil blive opfattet eksklusivt, så det kan være nødvendigt at sige det ene eller det andet eller begge dele.
| Sandhedstabel for disjunktion |   |       |
| X                             | Y | X ٧ Y |
| 1                             | 1 | 1     |
| 1                             | 0 | 1     |
| 0                             | 1 | 1     |
| 0                             | 0 | 0     |

## Eksklusiv disjunktion⊕{\displaystyle \oplus }
Eksklusiv disjunktion er et logisk konnektiv, som knytter 2 udsagn sammen. Eksklusiv disjunktion har værdien sand, når de to udsagn har forskellig sandhedsværdi. I alle andre tilfælde har eksklusiv disjunktion værdien falsk. På dansk udtrykkes eksklusiv disjunktion ofte ved ordet eller men da dette ord også kan angive inklusiv disjunktion kan man sige enten ... eller... for at markere at man mener eksklusivt disjunktion. Dette konnektiv betegnes somme tider XOR (eXclusive OR).
| Sandhedstabel for XOR |   |                             |
| X                     | Y | X {\displaystyle \oplus } Y |
| 1                     | 1 | 0                           |
| 1                     | 0 | 1                           |
| 0                     | 1 | 1                           |
| 0                     | 0 | 0                           |

## Implikation ⇒
Implikation er et logisk konnektiv, som knytter 2 udsagn sammen. En implikation har værdien falsk, når udsagn nummer et er sandt, og udsagn nummer to er falsk. I alle andre tilfælde regnes implikationen for sand. I mange sammenhænge vil man på dansk kunne bruge udtryk som medfører eller hvis... så... til at angive implikation, men da disse sproglige udtryk i almindelighed implicit indikerer, at der er et årsagsforhold eller forklaringsforhold mellem udsagnene, vil sådanne udtryk i nogen situationer kunne være meget dårlige oversættelser af implikation som logisk konnektiv.
| Sandhedstabel for implikation |   |       |
| X                             | Y | X ⇒ Y |
| 1                             | 1 | 1     |
| 1                             | 0 | 0     |
| 0                             | 1 | 1     |
| 0                             | 0 | 1     |

## Biimplikation⇔{\displaystyle \Leftrightarrow }
Biimplikation er et logisk konnektiv, som knytter 2 udsagn sammen. Biimplikation har værdien sand, når og kun når begge udsagn er sande eller begge er falske. Hvis de to udsagn har forskellig sandhedsværdi, vil det samlede udtryk være falsk. På dansk udtrykkes biimplikation med udtryk som ensbetydende med, hvis og kun hvis eller netop hvis. 
| Sandhedstabel for biimplikation |   |                                      |
| X                               | Y | X {\displaystyle \Leftrightarrow } Y |
| 1                               | 1 | 1                                    |
| 1                               | 0 | 0                                    |
| 0                               | 1 | 0                                    |
| 0                               | 0 | 1                                    |

## Gensidig afvisning↓{\displaystyle \downarrow }
Gensidig afvisning er et logisk konnektiv, som knytter 2 udsagn sammen. Gensidig afvisning har værdien sand, når og kun når begge udsagn er  falske. På dansk udtrykkes gensidig afvisning med hverken ... eller .... Konnektivet hedder også NOR (Not OR).
| Sandhedstabel for gensidig afvisning |   |                                 |
| X                                    | Y | X {\displaystyle \downarrow } Y |
| 1                                    | 1 | 0                               |
| 1                                    | 0 | 0                               |
| 0                                    | 1 | 0                               |
| 0                                    | 0 | 1                               |

## Alternativ afvisning∣{\displaystyle \mid }
Alternativ afvisning er et logisk konnektiv, som knytter 2 udsagn sammen. Alternativ afvisning har værdien sand, når og kun når mindst et af  udsagnene er  falske. Der findes på dansk ikke nogen special sproglig konstruktion til at beskrive alternativ afvisning. Derfor vil man på dansk udtrykke alternativ afvisning ved hjælp af andre konnektiver i stil med udsagnene er ikke begge sande. Konnektivet hedder også NAND (Not AND). Tegnet for alternativ afvisning hedder Sheffers streg.
| Sandhedstabel for alternativ afvisning |   |                           |
| X                                      | Y | X {\displaystyle \mid } Y |
| 1                                      | 1 | 0                         |
| 1                                      | 0 | 1                         |
| 0                                      | 1 | 1                         |
| 0                                      | 0 | 1                         |

## Tautologi⊤{\displaystyle \top }
En tautologi er en udsagnsform, som altid er sand, men kan også opfattes som et konnektiv, hvis sandhedsværdi er sand uanset input. Man kan eventuelt opfatte tautologien som et konnektiv med nul inputs. På dansk bruger man også udtryk såsom selvindlysende for tautologi.
| Sandhedstabel for Tautologi |                       |
| X                           | {\displaystyle \top } |
| 1                           | 1                     |
| 0                           | 1                     |

## Kontradiktion⊥{\displaystyle \bot }
En kontradiktion er en udsagnsform, som altid er falsk, men kan også opfattes som et konnektiv, hvis sandhedsværdi er falsk uanset input. Man kan eventuelt opfatte kontradiktionen som et konnektiv med nul inputs. På dansk bruger man også udtryk såsom selvmodsigelse og absurditet for kontradiktion.
| Sandhedstabel for Kontradiktion |                       |
| X                               | {\displaystyle \bot } |
| 1                               | 0                     |
| 0                               | 0                     |